# 潭头乡 (融安县)
潭头乡，是中华人民共和国广西壮族自治区柳州市融安县下辖的一个乡镇级行政单位。

## 行政区划
潭头乡下辖以下地区：
红岭村、培村、龙城村、东相村、西岸村、岭背村、何洞村、潭头村、新林村、新桂村和大岸村。